# Teymour Bakhtiar
Pour les articles homonymes, voir Bakhtiar.
Teymour Bakhtiar, né en 1914 à Ispahan et mort le 12 août 1970, a été le premier directeur de la SAVAK.
Après ses études primaires et secondaires en Iran et à Beyrouth (Liban), il entre à l'École spéciale militaire de Saint-Cyr. Ensuite il continue ses études à l'école de Saumur, école de la cavalerie. En 1936, il est 2e lieutenant dans l'armée de terre. En 1946, commandant, il participe à la pacification de la région de Khamseh. En 1953, il est commandant de la brigade blindée de Kermanshah et soutient le général Zahedi contre le premier ministre Mossadegh. Peu après la chute de ce dernier, il est nommé administrateur de la loi martiale.
En 1957 est créée la SAVAK, les services secrets iraniens, qui vont rapidement prendre un air de police politique, inspiré et en partie aidé de la CIA et du Mossad. Bakhtiar en devient le premier directeur (1957-1962), général de corps d'armée, la direction de cette agence de sécurité lui est confiée. Le shah apprécie Bakhtiar et lui fait confiance ; jusqu'en 1961.
En effet, en novembre 1961, il s'envole pour les États-Unis et est reçu à la Maison-Blanche par le président John Fitzgerald Kennedy en personne. Cela se sait rapidement, et certains y voient un adoubement avant l'heure pour le général, une incitation à renverser Mohammad Reza Pahlavi : si les États-Unis sont toujours officiellement les alliés du chah, Kennedy a beaucoup critiqué ce dernier lors de sa campagne présidentielle, et Washington voit d'un mauvais œil la politique pétrolière remuante du Chah, qui a créé l'OPEP l'année dernière. En janvier 1962, à son retour, le Chah le convoque : il est destitué de sa fonction et remplacé par le général Pakravan.
Il quitte l'Iran pour la France et ensuite la Suisse. À partir de cette date, il participe plus ou moins activement à tous les mouvements d'opposition au Shah. Il s'installe en Irak et s'allie à Saddam Hussein contre le Shah. À Téhéran, décision est prise de se débarrasser de lui. Il est assassiné en 1970 lors d'une partie de chasse par des agents envoyés par la SAVAK.

## Sources
- Issa Pejman, Assar-e Angosht-e Savak vol. 1, Nima Publishing, Paris, février 1994.
- Houchang Nahavandi, Yves Bomati, Mohammad Reza Pahlavi, le dernier shah/1919-1980, Perrin, 2013